# Соловьёво (Володарский район)
Соловьёво — деревня в составе Ильинского сельсовета в Володарском районе Нижегородской области.

## География
Деревня расположена на левом берегу Клязьмы в 20 км к западу от Володарска и в 10 км к востоку от Городца.

## История
По переписным книгам 1678 года деревня входила в состав Мячковского прихода, в ней было 8 дворов крестьянских и 3 бобыльских.
В XIX — первой четверти XX века деревня входила в состав Мячковской волости Гороховецкого уезда Владимирской губернии, с 1926 года — в составе Гороховецкой волости Вязниковского уезда. В 1859 году в деревне числилось 30 дворов, в 1905 году — 44 дворов, в 1926 году — 67 дворов.
С 1929 года деревня являлась центром Соловьевского сельсовета Гороховецкого района Ивановской Промышленной области, с 1936 года — в составе Ильиногорского сельсовета Ивановской области, с 1944 года — в составе Володарского района Горьковской области, с 1959 года — в составе Дзержинского района, с 1973 года — в составе Ильинского сельсовета, с 1985 года — в составе Володарского района.

## Население
| 1859 | 1905 | 1926 | 1999 | 2002 | 2010 |
| ---- | ---- | ---- | ---- | ---- | ---- |
| 202  | ↗375 | ↘362 | ↘30  | ↘22  | ↗25  |